# Хэлмэджану, Бужор
Бужор Хэлмэджану (рум. Bujor Hălmăgeanu; 14 февраля 1941, Тимишоара — 23 ноября 2018) — румынский футболист (защитник) и тренер. Известен по выступлениям за клуб «Стяуа» и сборную Румынии. Участник Олимпийских игр 1964 года.

## Клубная карьера
Начал заниматься футболом в клубе «Виктория Тимишоара» в своём родном городе. В 1958 году перешёл в состав другого клуба из этого же города — «Штиинца», за два года, к 1960 году добился места в основном составе первой команды. В сентябре 1960 года сыграл первую игру в элитном дивизионе чемпионата Румынии. В 1962 году своей игрой привлёк внимание тренерского штаба клуба «Стяуа» из Бухареста, сезон 1962/1963 года начал в составе столичного клуба. Стабильного места в основном составе не имел, балансируя между главной командой и дублирующим составом, что однако не помешало ему выиграть вместе с клубом кубок Румынии и серебряные награды чемпионата, пропустив вперёд в турнирной таблице «Динамо Бухарест».
В 1964 году был отдан в аренду в клуб «Петролул», где играл в основном составе команды, проведя за сезон 31 матч. Летом 1965 года вернулся в расположении «Стяуа» и закрепился в основном составе команды. В 1967 году выиграл Кубок Румынии, в 1968 году стал чемпионом Румынии. Впоследствии кубок Румынии им был выигран в 1969, 1970 и 1971 годах.
Летом 1973 года покинул состав «Стяуа». Завершил карьеру игрока выступлениями за клуб «Динамо» из города Слатина в 1974 году.

## Карьера в сборной
Всего в составе сборной Румынии провел 17 матчей. На Олимпийские игры 1964 года поехал в качестве любителя, и вместе со сборной дошёл до 1/4 финала турнира. Его дебют в сборной профессионалов состоялся 2 мая 1965 года в отборочном матче к чемпионату мира 1966 года против сборной Турции. Он принял участие в четырёх отборочных матчах сборной из шести, однако, третье место занятое сборной в своей отборочной группе не позволило ей отобраться в финальную стадию чемпионата мира. Далее после нескольких товарищеских матчей в которых он сыграл в 1968 году, был привлечен к играм отборочного раунда к чемпионату мира 1970 года. Однако уже после оформления прохода в финальную стадию чемпионата он не был включен в итоговый состав сборной который отправился в Мексику. Свой последний матч в составе национальной сборной он сыграл 17 мая 1972 года в переигровке раунда плей-офф отбора на чемпионат Европы 1972 года против сборной Венгрии (матч завершился со счетом 2:1 в пользу Венгрии).

## Тренерская карьера
Через 10 лет после завершения карьеры игрока в 1984 году попробовал себя в качестве тренера возглавив клуб АСА (Мизил). В 1988 году стал главным тренером клуба АСА (Тыргу-Муреш) выступавшем во втором дивизионе румынского первенства. В 1991 году был приглашен главным тренером в клуб «Стяуа», находился в должности менее года. В 1994 году возглавил клуб «Дачия Униря Брэила», этим клубом его тренерская карьера ограничивается.

## Титулы и достижения
- Чемпион Румынии (1): 1967/1968
- Обладатель Кубка Румынии (6): 1961-62, 1965-66, 1966-67, 1968-69, 1969-70, 1970-71.